# Celso Pansera
Celso Pansera (São Valentim, 10 de outubro de 1963) é um político brasileiro, atual presidente da FINEP. É filiado ao Partido dos Trabalhadores (PT).

## Biografia
Graduado em letras pela Universidade do Estado do Rio de Janeiro (UERJ) e pós-graduado em supervisão escolar.
Iniciou sua militância política no movimento estudantil. Foi Secretário Geral da União Nacional dos Estudantes (UNE), entre 1989 e 1991. Na época, fazia parte da corrente estudantil Convergência Socialista.
Em 2009 Celso chegou a presidência da Fundação de Apoio à Escola Técnica do Estado do Rio de Janeiro (FAETEC- RJ), onde permanecera até 2014 quando foi eleito deputado federal pelo PMDB-RJ, deixando o cargo para Wagner Granja Victer. Seu mandato ficou marcado por sucessivas greves e por escândalos de corrupção envolvendo membros da sua chapa e o próprio Pansera.
Em 2 de outubro de 2015, foi indicado pela presidente Dilma Rousseff como sucessor de Aldo Rebelo no Ministério da Ciência, Tecnologia e Inovação.
Em 15 de dezembro de 2015, foi alvo de busca da Polícia Federal, na Operação Catilinárias, uma nova fase da Operação Lava Jato.
Em 14 de abril de 2016, Celso Pansera foi exonerado do cargo de Ministro da Ciência, Tecnologia e Inovação, para assumir seu mandato como deputado federal e votar contra a admissão do processo de impeachment contra a presidente Dilma Roussef. Inicialmente, foi informado que o deputado retornaria ao Ministério, mas atendendo a um pedido do PMDB, partido pelo qual foi eleito, Pansera continuou na Câmara Federal.
Já durante o Governo Michel Temer, votou a favor da PEC do Teto dos Gastos Públicos. Em abril de 2017, foi contrário à Reforma Trabalhista.  Em agosto de 2017, votou a favor do processo em que se pedia abertura de investigação do presidente Michel Temer.
Nas eleições de 2018, foi candidato a deputado federal pelo PT, mas não conseguiu ser reeleito ao obter cerca de 15 mil votos.
Em 2023, durante o governo Lula, assumiu a presidência da Financiadora de Estudos e Projetos (FINEP), empresa pública vinculada ao Ministério da Ciência, Tecnologia e Inovação.